# Parafia Wniebowzięcia Najświętszej Maryi Panny w Zarębie
Parafia Wniebowzięcia Najświętszej Maryi Panny w Zarębie – parafia rzymskokatolicka w dekanacie Lubań w diecezji legnickiej. Obsługiwana przez księży archidiecezjalnych. Erygowana w 1601.